# سولم
سولم (به آلمانی: Sülm) یک شهر در آلمان است که در بیتبورگ-پروم واقع شده‌است.